# 莫根斯維爾 (馬里蘭州)
莫根斯維爾（英語：Maugansville）是位於美國馬里蘭州華盛頓縣的一個普查規定居民點。

## 人口
根據2020年美國人口普查的數據，莫根斯維爾的面積為6.34平方千米，當中陸地面積為6.34平方千米，而水域面積為0.00平方千米。當地共有人口3669人，而人口密度為每平方千米578.71人。